# Étienne Dejean
Pour les articles homonymes, voir Dejean.
Étienne Dejean est un homme politique, historien et enseignant français né le 11 juillet 1859 à Labastide-d'Armagnac (Landes) et mort le 20 janvier 1913 à Paris.

## Biographie
Né à Labastide d'Armagnac dans les Landes, Etienne Dejean est élève de l'École normale supérieure (promotion 1880). Agrégé d'histoire et géographie, il enseigne à Caen, puis à Carcassonne puis au lycée de Toulouse.
Il est député des Landes dans la 1re circonscription de Mont-de-Marsan eaux élections législatives du 20 août 1893 comme candidat républicain et est élu au premier tour face au député sortant Adhémar de Guilloutet. Il reste député de 1893 à 1898, inscrit au groupe des Républicains progressistes. Il est secrétaire de la Chambre de 1896 à 1898. Battu en 1898, il devient chef de cabinet de Georges Leygues, ministre de l'Instruction publique. Il est directeur des Archives nationales de 1902 à 1913.
Étienne Dejean est l'auteur, entre autres, d'une biographie : Un prélat indépendant au XVIIe siècle : Nicolas Pavillon, évêque d'Alet (1637-1677), Plon-Nourrit et Cie, 1909.
Il est inhumé au cimetière du Père-Lachaise (86e division).

## Décoration
- Officier de la Légion d'honneur

## Sources
- « Étienne Dejean », dans le Dictionnaire des parlementaires français (1889-1940), sous la direction de Jean Jolly, PUF, 1960 [détail de l’édition]